# 苏三 (文化学者)
苏三  中国文化学者。因研究“中国文明西来说”和“全球文明同源”引起国内外文化界极大关注。至今围绕这些研究共有10本书面世，其中两本获香港凤凰卫视特别介绍。

## 历年出版的研究札记
中国大陆出版：
2004年《三星堆文化大猜想》
2004年《向东向东，再向东》
2005年《锁定红海》
2005年《偏執批判》
2006年《难以置信》
2006年《罗马有多远》
2008年《谈天说地》
2010年《汉字起源新解》
2014年《文明大趋势》
2016年《新文明简史》
中国香港出版：
2014年《新文明简史》

## 微信公众号及音频
微信：苏三客厅 公众号
喜马拉雅FM音频： 苏三旁观者